# Associação dos Estudantes da Faculdade de Farmácia da Universidade de Lisboa
A Associação dos Estudantes da Faculdade de Farmácia da Universidade de Lisboa (AEFFUL), fundada em 23 de Janeiro de 1914, é a representante oficial dos estudantes da Faculdade de Farmácia da Universidade de Lisboa (FFULisboa).
É função da AEFFUL defender os interesses e objetivos dos estudantes, auxiliar nas questões pedagógicas e, colmatar as falhas formativas, culturais, desportivas e sociais que possam advir da vivência na Faculdade, tendo por base a construção de uma Associação que corresponda às expectativas dos Estudantes e que eleve o bom nome da AEFFUL e da FFULisboa em todos os meios onde está representada.
A AEFFUL é associada da Federação Académica de Lisboa (FAL) e membro da Associação Portuguesa de Estudantes de Farmácia (APEF).
Margarida Azevedo é a Presidente da Direção da AEFFUL no mandato de 2024.

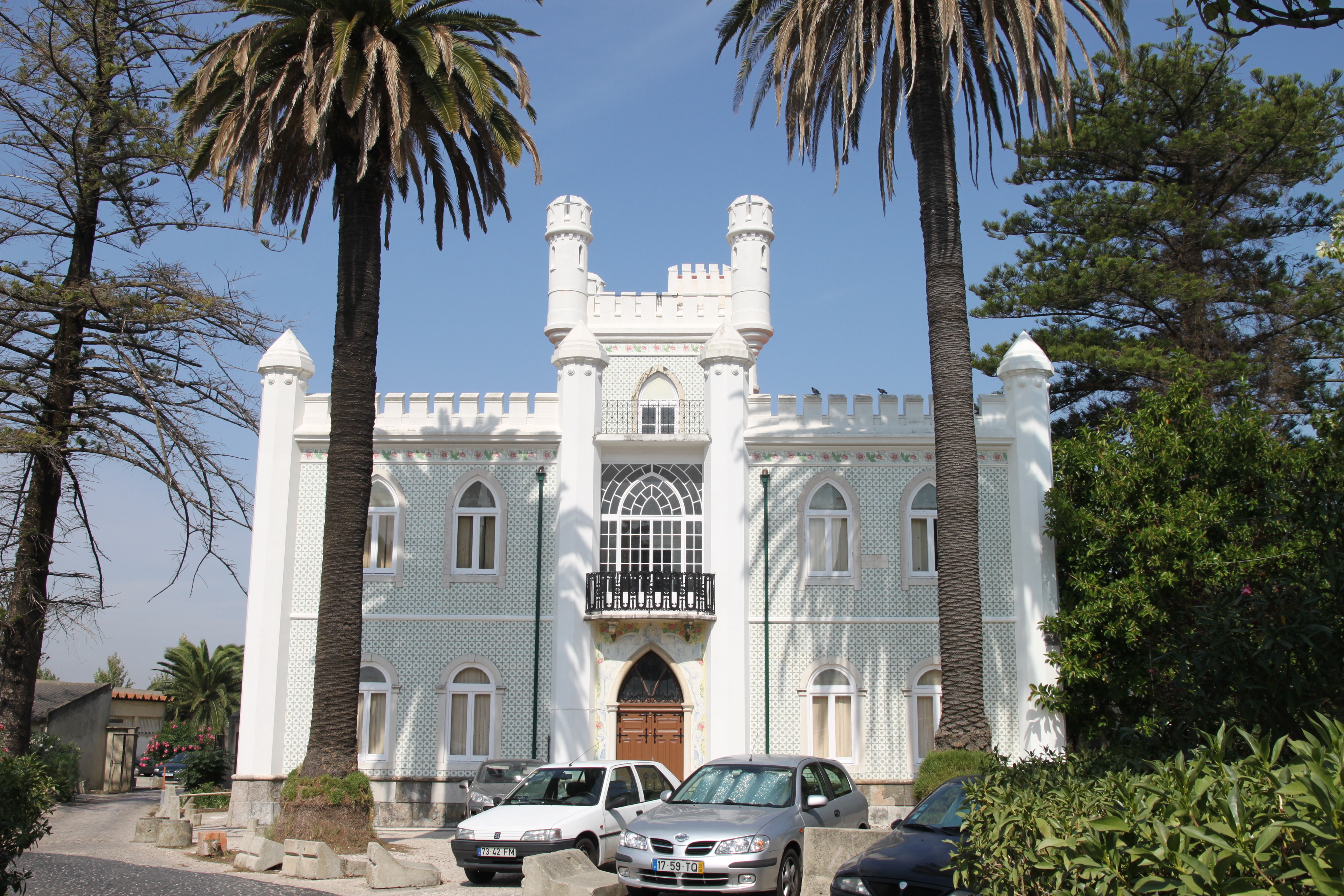
Escola Superior de Farmácia
Castelinho (1920)

## História
Em 1913 houve uma tentativa de formação da Associação dos Estudantes da Faculdade de Farmácia da Universidade de Lisboa por iniciativa de António Dionísio Garras mas essa intenção foi gorada.
Em 1914, José Bento D’ Almeida, José Pedro Alves e Bernardino Nicolas Cartolano Navarro fundam a Associação, denominada Associação dos Estudantes de Farmácia da Universidade de Lisboa (AEFUL), com sede na Escola de Farmácia de Lisboa.
Em 1921, pelo Decreto n.º 7.238, de 18 de janeiro, a Escola Superior de Farmácia passou a designar-se Faculdade de Farmácia da Universidade de Lisboa. A acompanhar esta mudança, em 1929 é alterada a denominação da AEFUL para Associação dos Estudantes da Faculdade de Farmácia de Lisboa (AEFFL).
Em 1932, na sequência de restrições orçamentais levadas a cabo pelo Estado Novo, dá-se a extinção da Faculdade de Farmácia da Universidade de Lisboa, voltando a ter o estatuto de Escola Superior de Farmácia, e consequente extinção da AEFFL. 
No ano de 1960 forma-se a Comissão da Pró-Associação dos Estudantes da Escola Superior de Farmácia de Lisboa.
Em 1968, o Decreto-Lei n.º 48.696, transformou novamente a Escola de Farmácia de Lisboa em Faculdade de Farmácia, acabando por, em 1975, existir a substituição da Pró-Associação dos Estudantes pela AEFFL.
Em 1983, a associação passa a ter a denominação de Associação dos Estudantes da Faculdade de Farmácia da Universidade de Lisboa (AEFFUL), designação que se mantém até hoje.
Em 1984, a AEFFUL torna-se Membro Efetivo da International Pharmaceutical Students' Federation (IPSF) e Membro Ordinário da EPSC e em 1985 é criada a Associação Académica de Lisboa (AAL), tendo a AEFFUL sido membro fundador.
A sua atividade começa a ser cada vez mais notória, sendo lançada em 1992 a Revista Pharmacevtica, que perdura até aos dias de hoje. Em 1996 realiza-se o I Sarau Académico da AEFFUL, neste mesmo ano é atribuída à AEFFUL uma Medalha de Honra da Ordem dos Farmacêuticos, e em 1998 é Membro Fundador da Associação Portuguesa de Estudantes de Farmácia (APEF).
Em 2007, a AEFFUL está envolvida na fundação da Associação Académica da Universidade de Lisboa (AAUL). 
No ano de 2017 desvincula-se da AAL e insere-se na Federação Académica de Lisboa (FAL). Posteriormente, em 2018, torna-se membro da Federação Académica de Desporto Universitário (FADU).

## Constituição
A AEFFUL é constituída por 3 Órgãos de Gestão: a Mesa da Assembleia Geral (MAG), o Conselho Fiscal e Disciplinar (CFD) e a Direção.
A MAG é composta por um Presidente, um Vice-Presidente e um Secretário.
O CFD é composto por um Presidente, um Vice-Presidente e um Secretário.
A Direção é composta pelo Executivo e por Vogais. Do Executivo fazem parte o Presidente, dois Vices-Presidentes, um Tesoureiro e um Secretário. Atualmente, a Direção é constituída por 18 Vogais, perfazendo um total de 23 elementos.
Os Vogais vão então constituir os diversos Departamentos. Atualmente, a AEFFUL intervém através de 12 Departamentos:
- Departamento de Gestão de Parcerias (DGP)
- Departamento Cultural e Académico (DCA)
- Departamento Desportivo (DD)
- Departamento de Divulgação e Marketing (DDM)
- Departamento de Formação e Integração Profissional (DFIP)
- Departamento de Imagem (DI)
- Departamento de Inovação e Ciência (DIC)
- Departamento de Intervenção Cívica e Educação para a Saúde (DICES)
- Departamento de Logística e Vendas (DLV)
- Departamento de Pedagogia e Política Educativa (DPPE)
- Departamento de Recursos Humanos (DRH)
- Departamento de Relações Internacionais (DRI)

## Atividades
Ao longo do ano a AEFFUL proporciona aos seus Estudantes, atividades que visam colmatar falhas formativas, culturais, desportivas e sociais que se verificam no percurso destes.
De entre dezenas de atividades concretizadas pela AEFFUL, podem destacar-se as seguintes: 
- Programa de Estágios de Verão - proporciona aos Estudantes da FFUL a oportunidade de estagiarem em diversas áreas do Setor Farmacêutico.
- Campanhas de Saúde Pública - permite aos Estudantes promoverem a saúde junto da comunidade.
- Farmo - evento recreativo, geralmente realizado no Algarve, onde os Estudantes e participantes externos descontraem do semestre de estudo.
- Arraial das Palmeiras - festividade académica, na qual se realiza a cerimónia do Traçar da Capa dos Caloiros da FFUL.
- Congresso AEFFUL - congresso de carácter científico, que tem como objetivo aprofundar junto dos Estudantes temas pertinentes e atuais.

## Núcleos de Estudantes
Os Núcleos de Estudantes da AEFFUL são extensões da Associação, que visam abranger áreas que a Associação em si não abrange.
Existem 7 Núcleos de Estudantes da AEFFUL:
- AEFFULdance - Núcleo de dança da AEFFUL que proporciona aos Estudantes a prática de dança.
- AEFFUL Photography - Núcleo de Fotografia, responsável pela cobertura fotográfica de diversas atividades.
- Núcleo Cultural - leva a cultura aos Estudantes de variadas formas.
- Núcleo de Ação Social - possibilita aos Estudantes estarem envolvidos no mundo que os rodeia.
- Núcleo de Mobilidade - permite aos Estudantes envolverem-se no mundo internacional, programas de mobilidade, etc.
- Núcleo Redatorial da Pharmacevtica - responsável por criar o conteúdo da revista da AEFFUL, a "Pharmacevtica".
- Tubo de Ensaios - Núcleo de teatro da AEFFUL, permite aos Estudantes participarem e assistirem a peças de teatro.